# Rolly Tasker
Roland Leslie „Rolly” Tasker (ur. 21 marca 1926 w Perth, zm. 22 czerwca 2012 w Mandurah) – australijski żeglarz sportowy. Srebrny medalista olimpijski z Melbourne.
Zawody w 1956 były jego pierwszymi igrzyskami olimpijskimi, brał również udział w tej imprezie w 1960. Srebrny medal zdobył w klasie 12 m Sharpie. Partnerował mu John Scott. W klasie Latający Holender został mistrzem świata w 1958 i był drugi w tej imprezie w 1962.